# Ronald Aylmer Fisher
Pour les articles homonymes, voir Fisher.
Sir Ronald Aylmer Fisher est un biologiste et statisticien britannique, né à East Finchley le 17 février 1890 et mort le 29 juillet 1962.
Richard Dawkins le considère comme « le plus grand des successeurs de Darwin » et Anders Hald comme l'homme qui a – « presque à lui seul – fondé la statistique moderne ». Pour Bradley Efron, il est le statisticien le plus important du XXe siècle.
Dans le domaine de la statistique, il introduit de nombreux concepts-clés tels que le maximum de vraisemblance, l'information de Fisher et l'analyse de la variance, les plans d'expériences ou encore la notion de statistique exhaustive.
En génétique, sa théorie dite de l'emballement fisherien permet d'expliquer la présence de traits n'augmentant pas de manière évidente les chances de survie ou succès de l'organisme.
Bien qu'il y ait une convergence entre l'information de Fisher et l'information de Shannon, rien n'indique que Claude Shannon ait utilisé les résultats de Fisher pour élaborer sa théorie.
Il est également un des fondateurs de la génétique moderne et un grand continuateur de Darwin, en particulier grâce à son utilisation des méthodes statistiques, incontournables dans la génétique des populations. Il contribue ainsi à la formalisation mathématique du principe de sélection naturelle. Dans ce domaine il est l'auteur de l'équation de Fisher.
Ses engagements dans le mouvement eugéniste et des positions prises sur la notion de race ont fait rétrospectivement débat.

## Biographie

### Premières années
Ronald Aylmer Fisher naît dans la banlieue de Londres, au sein d'une famille aisée de la classe moyenne. Ses parents adoptent une superstition singulière : tous leurs enfants — sauf Ana morte prématurément — portent un prénom comprenant un «y», parmi lesquels le plus jeune des sept, Ronald Aylmer. Dès l'âge tendre, Ronald fait preuve d'un talent particulier pour les mathématiques. Alors qu'il n'a que six ans, sa mère commence à lui lire un ouvrage de vulgarisation sur l'astronomie, qui éveille en lui un intérêt qu'il nourrit pendant toute son enfance et son adolescence. Toutefois, lorsqu'il entre à l'école, on lui décèle des problèmes de vue : il souffre d'une myopie extrême et les médecins lui interdisent d'étudier à la lumière électrique artificielle. L'après-midi, des professeurs particuliers lui font la leçon sans crayon ni papier, ce qui lui permet de développer une aptitude exceptionnelle pour résoudre les problèmes mathématiques de tête, en se reposant sur ses intuitions géométriques mais en faisant abstraction des détails — une habitude qui l'accompagne toute sa vie —.
Lorsqu'il a 14 ans, sa mère meurt d'une péritonite aiguë et, peu de temps après, son père perd toute sa fortune. Par chance, Fisher reçoit une bourse qui lui permet de financer ses études universitaires. Ses héros de jeunesse sont Charles Darwin et Ludwig Boltzmann, cocréateur, avec Maxwell, de la mécanique statistique. À Cambridge, où il entre en 1909, il étudie les mathématiques et l'astronomie, et s'intéresse également à la biologie. Il lit notamment les papiers publiés par Karl Pearson sous le titre attrayant de Contribution à la théorie mathématique de l'évolution. Motivé par la lecture de cette série d'articles qui conjuguent ses deux centres d'intérêt — la statistique et la biologie —, il réalise ses premiers travaux de recherche scientifique. Nous sommes en 1912, alors qu'il n'a que 22 ans et n'a pas encore terminé ses études. Après son diplôme, il poursuit ses études sur la « théorie des erreurs », une théorie mathématique fort utile en astronomie et qui constitue, aux côtés de la théorie des gaz, son premier contact avec les statistiques. Lorsqu'il quitte l'université, les finances familiales n'étant guère reluisantes, il ne tarde pas à chercher un poste de statisticien dans une société commerciale et travaille même quelque temps dans une ferme au Canada. En 1914, de retour en Angleterre, alors qu'éclate la Première Guerre mondiale, il essaie de s'engager dans l'armée pour faire son service militaire, mais il est réformé en raison de sa vue exécrable. De 1915 à 1919, il enseigne les mathématiques et la physique à Londres dans des écoles privées. En 1917, il épouse en secret Ruth Eileen — alors âgée de 17 ans —, avec qui il aura huit enfants, deux fils et six filles,,.

### Le parcours du scientifique
Pour résumer, Fisher découvre les fondements de la statistique grâce à un curieux mélange de connaissances astronomiques et physiques et de sciences naturelles. Avant Fisher, la statistique, dominée par Karl Pearson, se trouve dans la situation suivante : en statistique descriptive, on connaît les représentations graphiques les plus communes — diagrammes en bâtons, histogramme, diagramme de dispersion, , etc. — et on calcule les principales mesures de localisation — moyenne, médiane, mode —, de dispersion — écart type, même si celui-ci n'était pas la seule mesure —, de position — quartiles et centiles — et de forme — asymétrie et kurtosis —. Le voyage depuis l'analyse exploratoire des données jusqu'à la prédominance de la théorie mathématique des probabilités s'effectue en employant la méthode des moindres carrés et celle des moments. Fisher vient combler un vide en élaborant la plupart des méthodes d'estimation et d'inférence devenues aujourd'hui classiques (inférence fréquentiste ou objective). Il montre comment connaître le tout — la population — en observant la partie — l'échantillon —.
La lecture de la Contributions à la théorie mathématique de l'évolution suscite les remarques de Fisher sur quelques points, qu'il ne manque pas d'exprimer par écrit à son auteur, à partir de 1914, lui demandant de les diffuser dans la revue Biometrika, éditée par Karl Pearson. Malgré son jeune âge, Fisher corrige plusieurs détails des travaux de Pearson et de ses proches collaborateurs, jusqu'en 1917, ce que ce dernier ne pourra jamais lui pardonner. En 1919, il se retrouve face à deux grandes opportunités en même temps. Pearson lui offre un poste de statisticien au laboratoire Galton et, simultanément, il s'en voit offrir un autre à la station expérimentale de Rothamsted, le plus ancien institut de recherche agronomique du Royaume-Uni. Fisher résout ce dilemme en choisissant la seconde option, Rothamsted.
À 29 ans, il s'installe avec sa famille dans une vieille ferme au nord de Londres, à côté de la station. Les propriétaires, producteurs d'engrais, l'ont engagé pour qu'il mette de l'ordre dans l'incroyable quantité de données recueillie pendant les années de fonctionnement du centre. Sir E. John Russell, responsable de la station, assure à ses collègues une liberté qui stimule les échanges scientifiques entre biologistes, chimistes et statisticiens. Fisher se transforme en chercheur agricole infatigable, il analyse entre autres l'effet des précipitations sur le rendement du blé et l'efficacité des engrais. Entre la ferme et la station, il a ses idées les plus géniales, sans négliger cependant la statistique. Dans son article capital intitulé « On the mathematical foundations of theoretical statistics »(Sur les fondements mathématiques de la statistique théorique) — qui est lu à la Royal Society de Londres en 1921 et publié en 1922 —, Fisher crée la nomenclature que l'on trouve aujourd'hui dans tous les manuels d'inférence statistique, soit une quinzaine de notions fondamentales en statistique,,.
Une affirmation erronée de la part de l'astrophysicien Arthur Eddington ainsi que plusieurs questions formulées par Pearson incitent Fisher à étudier en détail la question de l'estimation statistique. Il y propose l'estimateur du maximum de vraisemblance après avoir présenté une première version en 1912,,. Dans la version de Fisher 1912 la méthode est appelée « critère absolu » et la justification de la méthode est ambiguë. Un malentendu laisse croire que le critère absolu pouvait être interprété comme un estimateur bayésien avec une loi a priori uniforme. Fisher 1921 réfute cette interprétation. Fisher 1922 utilise la loi binomiale pour illustrer son critère et montrer en quoi il est différent d'un estimateur bayésien.
Il introduit aussi en 1924 l'analyse de la variance,. Fisher 1925 inclut des innovations en séries temporelles et en analyse des corrélations multiples. Entre les étés 1923 et 1924, Fisher rédige Statistical Methods for Research Workers, publié en 1925. Il s'agit de son ouvrage le plus influent et le plus populaire, dont le style persuasif et l'absence singulière de démonstrations mathématiques donnent l'impression d'avoir en main un manuel d'apprentissage. Il y aborde des problèmes pratiques, techniques, théoriques et philosophiques, à travers des exemples chiffrés très parlants. Dans son livre, il utilise avec assiduité la distribution Khi² de Pearson, la distribution t de William Gosset (surnommé "Student") et une nouvelle distribution, qui est connue à partir de 1934 comme la distribution F de Fisher-Snedecor, du nom du mathématicien George Snedecor qui précisa l'approximation logarithmique ("log-normal") que Fisher utilisait au départ. La diffusion de Statistical Methods for Research Workers met un terme à l'âge de la corrélation et de l'ajustement des courbes. Fisher remet au goût du jour l'emploi des échantillons de petite taille et transforme les méthodes statistiques en outils vivants, déterminants et robustes. En 1929, il est admis à la Royal Society.
Dans la dernière section de Statistical Methods for Research Workers, Fisher discute et illustre l'élaboration du plan d'expérience en agriculture. Son foisonnement d'idées lui permet de produire un nouveau best-seller : The Design of Experiments, qui sort de presse en 1935 et dans lequel il rassemble les principes fondamentaux de la planification d'expériences tels qu'il les avait ébauchés dans les années 1920. Cette œuvre innovante s'apparente plus à un livre d'idées que de calculs et a d'importantes répercussions sur la recherche agronomique en particulier et la recherche expérimentale en général. En 1933, Karl Pearson, le fondateur du département de statistique appliquée de l'University College de Londres part à la retraite et le département est alors divisé en deux parties. Le département d'eugénisme est confié à Fisher,,. Le département de statistique revient à Egon Pearson, le fils de Karl Pearson. L'atmosphère devient vite irrespirable entre les départements voisins de biométrie et d'eugénisme, mais c'est une période bénéfique pour Fisher. Les distinctions qu'il reçoit accentuent sa renommée internationale. George Snedecor, avec son ouvrage de synthèse, Méthodes statistiques (1940), et Harold Hotelling y sont pour beaucoup dans sa prompte reconnaissance en Amérique. En Europe, la publication en collaboration avec Frank Yates des Tableaux statistiques pour la recherche biologique, agronomique et médicale contribue à la diffusion de ces idées. C'est pourtant le manuel rédigé par le mathématicien suédois Harald Cramér, Mathematical Methods of Statistics (1946) qui participe le plus au rayonnement de sa conception de la statistique. Ce livre mentionne déjà la borne de Cramér-Rao, déduite à la fois par le mathématicien suédois et par le statisticien indien C.R. Rao, dont Fisher fut le directeur de thèse, soutenue en 1948,.
Cette dimension de la statistique, capable de faire la lumière sur une multitude de domaines, accélère son institutionnalisation, symbolisée par la fondation, en 1933, par l'Américain George Snedecor, du premier laboratoire de statistique des États-Unis à l'université d'État de l'Iowa. Pendant et après la Seconde Guerre mondiale, les laboratoires de statistique s'unissent aux universités et aux industries pour soutenir l'effort de guerre d'abord, accélérer la reconstruction ensuite. Les analyses statistiques deviennent une réalité quotidienne en économétrie, météorologie, épidémiologie (les biostatistiques), ingénierie industrielle (le contrôle de qualité), etc..
Lorsqu'il est en poste à la station agricole de Rothamsted, Fisher élabore toute une série d'expériences de biologie visant à combiner la théorie de l'évolution de Darwin et celle de l'hérédité de Mendel. Entre 1912 — année de publication de son premier article — et 1919 — date de son installation à Rothamsted —, il rédige près d'une centaine de textes, dont plus de nonante sur des sujets liés à la biologie et seulement quelques-uns sur la statistique et les mathématiques . Dès 1915, il commence à réfléchir à une question posée par Karl Pearson : « les variations dans les populations humaines sont-elles cohérentes avec le modèle mendélien de l'hérédité ? ». À Cambridge, où prédominaient les mendéliens, Fisher acquit la conviction que les lois de Mendel expliquent l'hérédité. On nomme « éclipse du darwinisme » la période qui sépare la mort de Darwin en 1882 et la résurgence de ses idées dans les années 1930, au cours de laquelle l'avancée des théories mendéliennes de l'hérédité plonge la biologie de l'évolution dans un état végétatif. Fisher accomplit une double mission. Dans un premier temps, il joue un rôle majeur dans la naissance du néodarwinisme dans les années 1930. Dans un second temps, il fonde avec deux généticiens la génétique des populations, une discipline où la biologie de l'évolution et la génétique forment un tout cohérent modélisé mathématiquement. Il publie en 1930 The genetical Theory of Natural Selection, l'Américain Sewall Wright publie en 1931 Evolution in Mendelian Populations et enfin John Haldane publie The Causes of Evolution en 1932. Ces trois scientifiques rétablissent la sélection darwinienne à la tête des mécanismes évolutifs, l'identifiant comme la conséquence statistique de la génétique mendélienne. En 1936, reprenant les données de Mendel, il affirme que les nombres ont été retouchés. Les analyses et interprétations de Fisher sont encore débattues aujourd'hui.
Après avoir traversé une longue crise financière et psychique, Fisher retourne à Cambridge, en 1943, pour y occuper la chaire de génétique à Cambridge à la suite de Reginald Punnett. À ses difficultés financières s'ajoutent un travail intensif et l'éducation de ses enfants. Sa négligence de la santé de son épouse conduit à une crise domestique irréversible en 1942,. Il abandonne la chaire de génétique en 1957,.
Fisher n'obtient jamais de poste de statisticien à l'université. En 1959, il rejoint, en tant que chercheur émérite, un complexe scientifique et industriel rattaché à l'université d'Adélaïde, en Australie. Ce génie caractériel, anobli par la reine Élisabeth II en 1952, meurt le 29 juillet 1962 des suites d'un cancer du colon,.

## Engagements et convictions
D’après Yates et Mather dans leur mémoire biographique, il est un homme conservateur, convaincu de l’inégalité des hommes et profondément croyant :
| « His respect for tradition, and his conviction that all men are not equal,inclined him politically towards conservatism, and made him an outspoken and lasting opponent of Marxism. Although he did not subscribe to the dogmas of religion, he saw no reason to abandon the faith in which he had been brought up, and believed that the practice of religion was a salutary and humbling human activity. » | « Son respect de la tradition, et sa conviction que tous les hommes n’étaient pas égaux, l’ont orienté politiquement vers le conservatisme, et ont fait de lui un adversaire farouche du marxisme. Bien qu’il n’adhérait pas aux dogmes de la religion, il ne voyait pas de raison d’abandonner la foi dans laquelle il avait été élevé et considérait la pratique religieuse comme salutaire et permettant de garder à l’homme son humilité » |

Vers 1920, on observe une croissance importante des décès occasionnés par le cancer du poumon. Richard Doll et Austin Bradford Hill publient une étude statistique où ils estiment que son incidence chez les fumeurs est entre 11 et 20 fois plus grande que chez les non-fumeurs. Leur plus grand détracteur est Fisher qui apparaît pipe à la main sur de nombreuses photographies et travaille même comme consultant pour une entreprise de tabac.

### Eugénisme et race
Les positions de Fisher sur l'eugénisme et la notion de race ont fait débat. Dans un article de 2021, les auteurs considèrent pour sa défense qu'elles participaient d'une conception datée des populations humaines et du rapport à la politique qui ne serait plus acceptée aujourd'hui mais sans les idées d'un suprémacisme de race ou de classe.
Fisher découvre le mouvement eugéniste à Cambridge et y milite activement pour ce qu’il considérait comme une pratique découlant rationnellement de la génétique des populations. Il publie plus de 200 articles, des comptes rendus de livres et des commentaires dans les pages d'Eugenics Review,,. Dans les derniers chapitres de The Genetical Theory of Natural Selection, il attribue la chute des civilisations à la baisse de fertilité des classes supérieures. Il montre en Angleterre la corrélation inverse entre revenu et fertilité et propose de rendre les allocations familiales proportionnelles aux revenus du père de famille.
Il a également pris fermement position contre la déclaration de « La Question des races de l'UNESCO » de 1950 destinée à nier le fondement scientifique de la notion de race, du moins au sens de groupe ethnique. Ainsi dans les commentaires donnés en 1951 il est rapporté :

« M. Fisher ne fait à la déclaration qu’une seule objection : malheureusement, comme il le  dit  lui-même, elle est fondamentale et  détruit l’esprit même de tout le document. En un mot, M. Fisher croit que les groupes humains diffèrent profondément par des “ aptitudes innées d’ordre intellectuel ou affectif ”. Il en conclut que, “ du point de vue pratique, il s’agit d’apprendre à partager les ressources de notre planète avec des êtres essentiellement différents par nature, et  que les efforts déployés, dans une excellente intention, pour minimiser les différences réelles, ont pour effet de fausser les données de ce problème international ”. »

## Distinctions
Ses travaux dans le domaine de la statistique lui valent la médaille Darwin en 1948, la médaille Copley en 1955 et la médaille d’argent Darwin-Wallace en 1958.
Il est élu à la Royal Society en 1929. Il est fait Chevalier en 1952.

## Publications
- (en) Ronald Fisher, « On an Absolute Criterion for Fitting Frequency Curves », Messenger of Mathmatics,‎ 1912
- (en) Ronald Fisher, « On the "probable error" of a coefficient of correlation deduced from a small sample », Metron, no 1,‎ 1921
- (en) Ronald Fisher, « On the mathematical foundations of theoretical statistics », Philosophical Transactions of the Royal Society, no 222,‎ 1922, p. 309-368 (lire en ligne, consulté le 13 décembre 2011)
- (en) Ronald Fisher, « The influence of rainfall on the yield of wheat at Rothamsted », Philosophical Transactions of the Royal Society,‎ 1925
- (en) Ronald Fisher, « Theory of Statistical Estimation », Mathematical Proceedings of the Cambridge Philosophical Society, vol. 22, no 5,‎ 1925, p. 700-725 (lire en ligne, consulté le 13 décembre 2011)
- (en) Ronald Fisher, Statistical Methods for Research Workers, Édimbourg, Oliver and Boyd, 1925, 1re éd. (lire en ligne)
- (en) Ronald Fisher, The Design of Experiments, Oxford, England, Oliver and Boyd, 1935, 1re éd., 251 p.